# Ананиас
Ананиас Элой Кастро Монтейро (порт. Ananias Eloi Castro Monteiro, известный как Анани́ас, 20 января 1989, Сан-Луис, штат Мараньян — 28 ноября 2016, Серро-Гордо, Ла-Уньон, Антьокия, Колумбия) — бразильский футболист, атакующий полузащитник и нападающий. Погиб в авиакатастрофе BAe 146 над Колумбией.

## Биография
Родился в Сан-Луисе (штат Мараньян). Ананиас — выпускник «Баии», в этом клубе он дебютировал на профессиональном уровне в 2007 году первенстве штата Баия. В 2011 году он был отдан на два года в аренду «Португезе».
С 2013 по 2015 год права на футболиста принадлежали «Крузейро», но за «лис» он сыграл три матча, в основном выступая на правах аренды за другие команды — «Палмейрас», «Спорт Ресифи» и «Шапекоэнсе». В последнем клубе он подписал полноценный контракт в 2016 году. Вместе с «Шапе» выиграл чемпионат штата Санта-Катарина, а также дошёл до первого в истории клуба финала международного турнира — Южноамериканского кубка. Именно гол на чужом поле Ананиаса в ворота «Сан-Лоренсо» в полуфинале турнира вывел команду в решающую стадию соревнования.
28 ноября 2016 года Ананиас погиб в авиакатастрофе под Медельином вместе со  всем составом и тренерским штабом клуба, который летел на первый финальный матч ЮАК-2016 с «Атлетико Насьоналем».
У игрока было прозвище «Ананиеста» из-за сходной позиции на поле и манеры игры с чемпионом мира в составе сборной Испании Андресом Иньестой.

## Титулы и достижения
- Чемпион штата Санта-Катарина (1): 2016
- Чемпион штата Пернамбуку (1): 2014
- Обладатель Кубка штата Баия (1): 2007
- Чемпион Бразилии в Серии B (2): 2011, 2013
- Обладатель Кубка Северо-Востока (1): 2014
- Обладатель Южноамериканского кубка (1): 2016 (посмертно, по просьбе соперников[4])